# Pop'n music 14 FEVER!
Pop'n music 14 FEVER! (ポップンミュージック 14 フィーバー! poppunmyūjikku 14 fībā!?) es la decimocuarta entrega en Arcade de la serie de videojuegos pop'n music. La entrega en AC tiene 625 canciones, mientras que la versión en CS tiene unas 112 canciones en total. Esta se considera la última entrega lineal para la versión en PlayStation 2, y a partir de su secuela, pop'n music 15 ADVENTURE, todas las entregas son exclusivamente para arcade.

## Características nuevas
- Primera entrega en ofrecer una canción proveniente de otra compañía de videojuegos (Nintendo).
- Primera entrega AC en no tener el sistema de tarjetas de e-Amusement. Ahora utiliza el sistema estándar e-Amusement Pass, que es universalmente usado en máquinas compatibles con el mismo.[6]
- El modo NET対戦 se amplió con un nuevo sistema, el cual refuerza y/o debilita ciertos ojamas a lo largo del tiempo dependiendo de su uso, e incluso puede utilizarse para subir de nivel.
- Junto con la inclusión de las canciones del primer ee'MALL, varios de los personajes de las mismas fueron cambiados con nuevos personajes más apropiados que hicieron previa aparición en pop'n music.
- Entrega final para PlayStation 2.[7]
- Primera entrega CS con una opción de Tocadiscos.
- Primera entrega AC/CS con separación de 0.5 de velocidad (Hi-SPEED).
- Primera entrega CS en no revivir canciones de su antecesor (sin contar las canciones provenientes de ee'MALL).
- Entrega CS con reinicio rápido en Free mode.
- La sección de récords ahora, además de mostrar el puntaje del jugador, el número de Greats, Goods y Bads que el jugador consiguió en una canción (solamente en CS).
- La canción Jack and Mark Get Busy!, proveniente de ee'MALL, no está disponible en CS, debido a problemas de licencia.
- スーパーマリオブラザーズBGMメドレー está también ausente en CS debido a problemas de licencia con Nintendo.
- Tema del videojuego: Night Club.

## Géneros

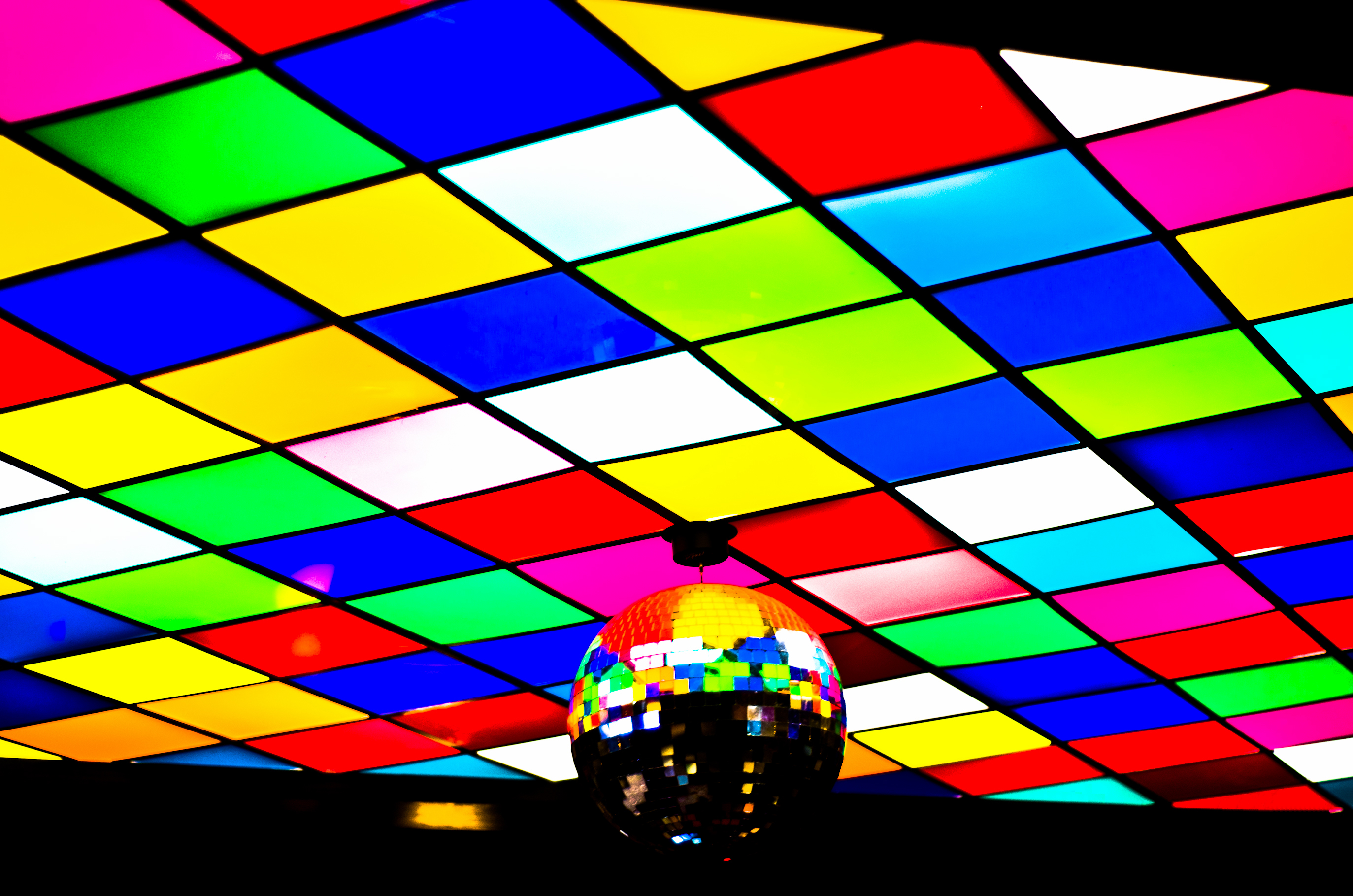
Un techo de una discoteca en Arlington, Texas, Estados Unidos.

| - Generales: - My Best: Canciones mejor jugadas del 1° al 20°. - Name: Canciones en orden alfabético (A-Z). - Level: Canciones ordenadas por nivel de dificultad (de menor a mayor). - RANDOM: Sección de categorías al azar por nivel de dificultad, por nivel 5-N-Hyper-EX o combinaciones de ambos. - TV ANIME: Canciones provenientes de Animes y series de Televisión. - Secret:Canciones ocultas previamente desbloqueadas. - Disponible en PlayStation 2: - 14 NEW: Canciones nuevas de pop'n music 14. - e'MALL: Canciones provenientes de ee'MALL. | - Disponible en Arcade: - 1~3: Canciones desde pop'n music hasta pop'n music 3. - 4~5: Canciones desde pop'n music 4 hasta pop'n music 5. - 6~7: Canciones desde pop'n music 6 hasta pop'n music 7. - 8: Canciones provenientes de pop'n music 8. - 9: Canciones provenientes de pop'n music 9. - 10: Canciones provenientes de pop'n music 10. - 11: Canciones provenientes de pop'n music 11. - 12 IROHA: Canciones provenientes de pop'n music 12 Iroha. - 13 Carnival: Canciones provenientes de pop'n music 13 Carnival. - 14 FEVER!: Canciones provenientes de pop'n music 14 FEVER! - BEMANI: Canciones originadas en otros videojuegos de la misma compañía. - CS: Canciones originadas en consola. |

## Modo de juego
Enjoy: Es el modo para principiantes. El jugador tiene a la elección varias canciones de género TV&Anime proveniente de entregas anteriores en la versión AC. En PlayStation 2, suele contener muy contadas canciones TV Anime que es de su propia entrega y algunas canciones disponibles al principio del juego. La dificultad es minimizada y simple. Si el jugador llegase a fallar el primer stage, se le dará otra oportunidad para continuar con el siguiente stage.
Challenge: Se considera el modo desafío. El jugador tiene como objetivo principal conseguir la mayor cantidad de CP's (Challenge Points) durante el set. Justo después de seleccionar una canción, se presentará una tabla de dos columnas las cuales muestran Normas (objetivos y puntajes a completar) u Ojamas (efectos de animación) que, dependiendo de su dificultad, ofrecen cierta cantidad de CP's disponibles si se consigue cumplir lo necesario. El jugador puede escoger una o dos Normas y completarlas en una canción, la cual, junto con el nivel de dificultad, se obtendrá una determinada cantidad de CP's. Si el jugador no escoge absolutamente nada, el nivel de la canción se tomará como la cantidad de puntos a ganar.
超Challenge: Similar al Challenge, pero con la posibilidad de aumentar la cantidad de puntos en Ojamas activados durante toda una canción. Para seleccionar este modo, se debe posar el marcador sobre el modo Challenge y presionar ambos botones blancos o Triángulo en PlayStation 2. Una vez seleccionada la canción, al momento de seleccionar los Ojamas, estas aparecerán con un marcador diciendo ずっと! OFF . El jugador puede activarlos o desactivarlos usando ambos botones blancos de cada lado o con los botones cuadrado y Triángulo en CS, de modo que el marcador cambiará a ずっと! ON. Esto no funcionará con Normas.
Battle: Es el modo versus entre dos jugadores, los cuales cada uno utiliza tres botones; amarillo, verde y blanco del panel. Durante una canción, al ir subiendo de nivel, al jugador se le dará la opción de activar un ojama contra el jugador usando el botón azul o L1 para activarlo. Inmediatamente en la parte inferior de la pantalla, se abrirá un minijuego en plena canción, el cual ambos jugadores se pasarán una pelota evitando fallar. A quien no consiga pasarse la bola, le tocará seguir jugando con un ojama al azar. Gana el que consiga más puntos en dos stages.
Expert: Considerado como un modo Nonstop, el cual un jugador debe seleccionar un course de los muchos que hay. Los courses son un conjunto de cuatro canciones cada una, y el objetivo del jugador es completar, cada canción evitando que el la barra de energía, Groove Gauge se vacíe con desaciertos, ya que no se pueden recuperar. Si al jugador se le vacía por completo toda la barra de energía, se interrumpirá el juego y se mostrará la tabla de resultados de su progreso, a la vez que se dará por terminado el juego.
NET対戦: Este es el modo multijugador en línea. Tres jugadores con un arcade del mismo videojuego cada uno, compíten entre ellos. En consola, es un solo jugador contra dos jugadores CPU. El jugador debe escoger un poder: Puño, espada, bastón o poción. Gana el jugador que consiga más puntos en todo el set.

## Extra stage
El Extra stage estará disponible en Challenge mode si se consigue el puntaje total de: 89, 97, 104, 108, 115, 116, 122, 125, y 126 puntos en adelante y el Super extra stage estará disponible a partir de 180 puntos a más (solo en 超Challenge).

## Canciones ee'MALL
A principios del año 2006, el servicio de ee'MALL que daba soporte a ciertas máquinas fue dado de baja, el cual permitía a los jugadores adquirir canciones que pertenecían a otros videojuegos de Bemani (y en algunas ocasiones, nuevas canciones del mismo) utilizando tarjetas magnéticas en ciertos videojuegos tanto en pop'n music como GuitarFreaks & DrumMania. Para obtener las canciones, es necesario completar varios logros, los cuales, al completarlos exitosamente, se obtiene cierta cantidad de puntos para poco después poder comprar. En pop'n music 14 FEVER! CS, se puede conseguir puntos de dos formas: Completando cada objetivo del juego, o jugar el minijuego フィーバー戦士 ポップン 14 (Fībā senshi poppun 14?). Al momento de comprar una canción, se debe ir a la categoría RANDOM y seleccionar aquellas que aparezcan con la señal de POINT で曲が買えるよ! Cada canción tiene una específica cantidad de puntos necesarios para comprarla, los cuales pueden costar entre 600 hasta 1200 puntos.

## TV & Anime

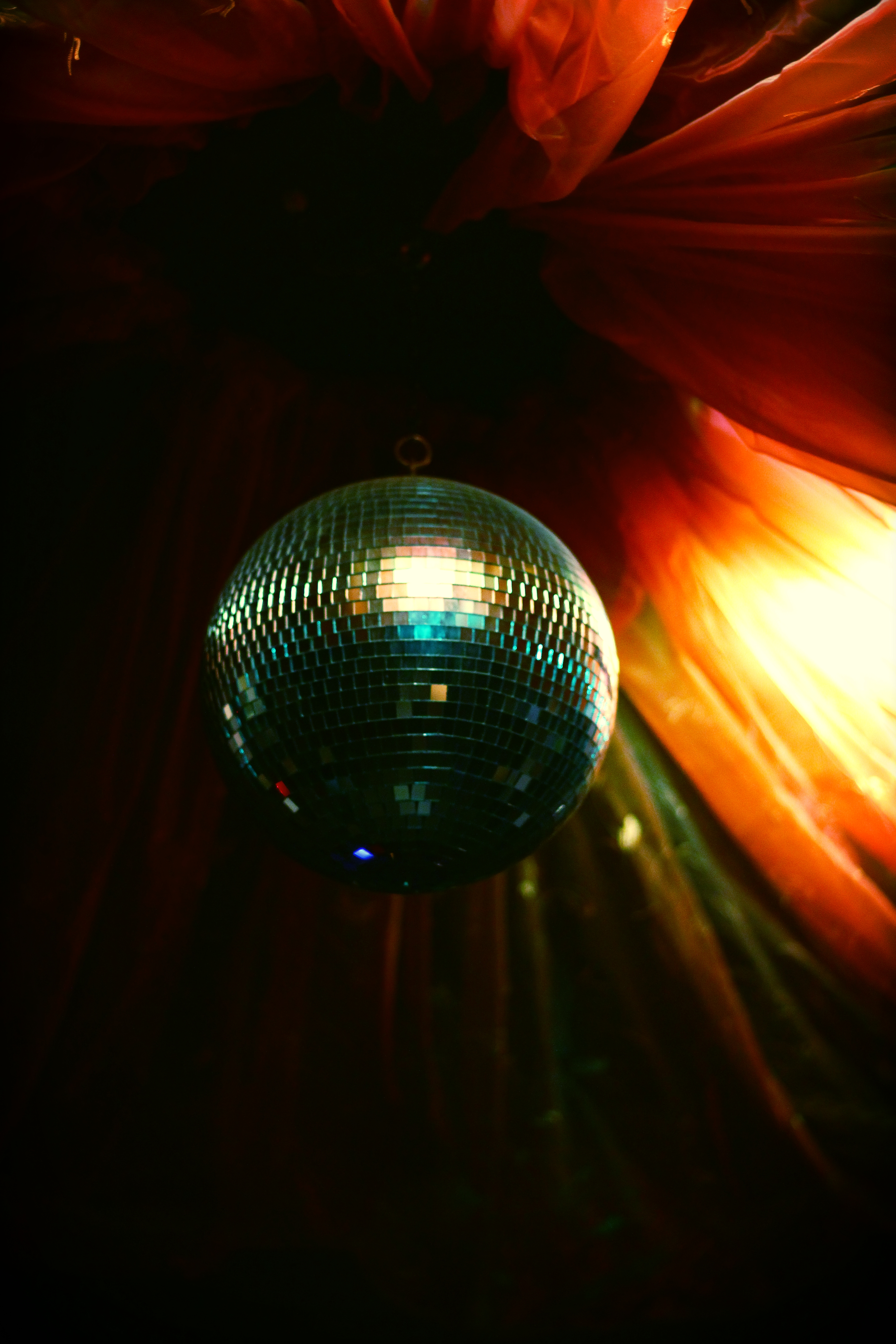
Una esfera de disco en una oscuridad tenue.

- Título:おどるポンポコリン  (Odoruponpokorin)
  - Género: ポンポコリン (Ponpokorin)
  - Artista: ♪♪♪♪♪
  - Procedencia: Primer ending de Chibi Maruko-chan, anime de género Shōjo creado originalmente por Momoko Sakura en 1986 emitido por Fuji TV desde 1990 hasta 1992.

- Título: スーパーマリオブラザーズBGMメドレー (Sūpāmarioburazāzu BGM medorē)
  - Género: スーパーマリオブラザーズBGM (Sūpāmarioburazāzu BGM)
  - Artista: ♪♪♪♪♪
  - Procedencia: Esta canción es una mezcla de varias canciones y fragmentos de audio del videojuego de la NES Super Mario Bros..

- Título:魅せられて ～エーゲ海のテーマ  (Miserarete ~ ēge umi no tēma)
  - Género: エーゲ (Ēge)
  - Artista: MAKI
  - Procedencia: Canción escrita por Judy Ongg en 1979 para su álbum 魅せられて single, el cual se vendió más de 2 millones de copias, y su canción 魅せられて ～エーゲ海のテーマ se volvió una de las piezas musicales más valiosas de la cantante.

- Título: Romanticが止まらない (Romantikku ga tomaranai)
  - Género: ロマンティック (Romantikku)
  - Artista: ネオロマンティックス
  - Procedencia: Cantada por el grupo musical japonés C-C-B (Abreviación de Coconut Boys), la tercera canción de su primer álbum.

- Título: BREAK THROUGH THE DREAM
  - Género: グレンラガン (Gurenragan)
  - Artista: Tatsh feat.シモン＆カミナ
  - Procedencia: Break Through the dream es una de las canciones cantadas por los personajes principales del anime Tengen Toppa Gurren Lagann, emitido por la cadena televisiva TV Tokyo en 2007.

- Título: ゆずれない願い (Yuzurenainegai)
  - Género: マジックナイト (Majikkunaito)
  - Artista: 田村直美
  - Procedencia: Primer opening de Magic Knight Rayearthdel año 1994-1995. También conocido en España como Luchadoras de leyenda y el Latinoamérica como Las guerreras mágicas.

- Título: INSCRUTABLE BATTLE
  - Género: リフォーム (Rifōmu)
  - Artista: ♪♪♪♪♪
  - Procedencia: Inscrutable fue el tema principal de 大改造!!劇的ビフォーアフター (Daikaizou!! Gekiteki before-after?), un programa televisivo japonés que trataba sobre la información y documentación sobre inmobiliaria antes y después de ser remodelado. Estuvo al aire desde 2002 hasta 2009.

## Pop'n 14 fourteen
フィーバー戦士 ポップン 14 (Fībā senshi poppun 14?) es un minijuego y a la vez, el sistema de desbloqueo de canciones con cada objetivo completado. Al momento de iniciar una ronda, después de la presentación, se muestra un objetivo, el cual el jugador debe superarlo sin problemas para poder pasar al siguiente objetivo. Existen dos tipos de dificultad: EASY o HARD. Estas dificultades se eligen al principio para poder empezar por el primer objetivo, las cuales son únicas. En la versión CS, se tiene la habilidad de poder cambiar entre dificultades las veces que desee desde el menú principal, en opciones. Se pueden desbloquear canciones y unos cuantos Courses para el modo Expert. Se recomienda jugar en todo momento en Challenge mode, salvo el objetivo señale un modo de juego en específico.
Lo siguiente es una lista de todos los objetivos existentes en el juego, las cuales están basados en pop'n music 14 FEVER! CS, y podrían ser diferentes a la versión AC:
| Objetivo                                                                        | Nivel de dificultad                   | Descripción | Canción (recompensa)                                                                     |                                       |                                       |
| 第１話: 集まれフィーバー！ ポップン14                                           | 第１話: 集まれフィーバー！ ポップン14 | 第１話: 集まれフィーバー！ ポップン14                                                                                       | 第１話: 集まれフィーバー！ ポップン14                                                    | 第１話: 集まれフィーバー！ ポップン14 | 第１話: 集まれフィーバー！ ポップン14 |
| ------------------------------------------------------------------------------- | ------------------------------------- | --- | ---------------------------------------------------------------------------------------- | ------------------------------------- | ------------------------------------- |
| 全STAGE を クリアしろ!!                                                         | EASY                                  | Completar un set en Arcade mode.                                                                                            | DISCO A GOGO Dance the night away                                                        |                                       |                                       |
| TOTAL SCORE 250,000点 以上 を 達成しろ!!                                        | HARD                                  | Conseguir 250,000 puntos o más en todo un set.                                                                              | DISCO A GOGO Dance the night away                                                        |                                       |                                       |
| 全STAGE を フィーバークリアしろ!!                                               | EASY                                  | Completar un set con una alta puntuación y con el Groove Gauge lleno a tope.                                                | FEVER HERO フィーバー戦士ポップン14のテーマ                                              |                                       |                                       |
| 'ランダム選曲 で MAX COMBO 200以上 を達成しろ!!                                 | HARD                                  | Jugar usando la categoría random y con la norma Max combo 200 activada.                                                     | FEVER HERO フィーバー戦士ポップン14のテーマ                                              |                                       |                                       |
| 全STAGE を ランダム選曲 で クリア しろ!!                                        | EASY                                  | Jugar un set usando la categoría Random en todo momento.                                                                    | NEO CLASSICAL HEAVYMETAL Aithon                                                          |                                       |                                       |
| ランダム選曲 で NO BAD を達成しろ!!                                             | HARD                                  | Jugar en la categoría Random con la norma No Bad activada.                                                                  | NEO CLASSICAL HEAVYMETAL Aithon                                                          |                                       |                                       |
| TOTAL SCORE 210,000点以上 を達成しろ!!                                          | EASY                                  | Conseguir más de 210,000 puntos en un set.                                                                                  | FEVER HERO ED わたしのフォーティーン (フィーバー戦士ポップン14EDテーマ)                  |                                       |                                       |
| ランダム選曲 で TOTAL SCORE 270,000点 以上を達成しろ!!                          | HARD                                  | Hacer más de un total de 270,000 puntos usando la categoría Random en el set.                                               | FEVER HERO ED わたしのフォーティーン (フィーバー戦士ポップン14EDテーマ)                  |                                       |                                       |
| 第２話: 学校フィーバー！ ポップン14                                             |                                       | |                                                                                          |                                       |                                       |
| Hi-Speed オプションをつけて 1 STAGE クリア しろ!!                               | EASY                                  | Completar al menos una canción usando la opción de Hi-Speed.                                                                | BITTER SWEET POP ちょっと                                                                |                                       |                                       |
| 全STAGE BEAT-POP オプションをつけて クリア しろ!!                               | HARD                                  | Jugar un set con la opción Beat-Pop activada todo el tiempo.                                                                | BITTER SWEET POP ちょっと                                                                |                                       |                                       |
| MIRROR オプションをつけて 1 STAGE クリア しろ!!                                 | EASY                                  | Completar al menos una canción usando la opción de Mirror.                                                                  | HOKEN RAP DOLLAR DOLLAR                                                                  |                                       |                                       |
| 全STAGE HIDDEN オプションをつけてクリア しろ!!                                  | HARD                                  | Jugar un set con la opción Hidden activada todo el tiempo.                                                                  | HOKEN RAP DOLLAR DOLLAR                                                                  |                                       |                                       |
| CHARA-POP オプションをつけて1 STAGE クリア しろ!!                               | EASY                                  | Completar al menos una canción usando la opción de Chara-Pop.                                                               | CLASSIC 11 想い出をありがとう (AC) JAPANESE REGGAE 晴香-HARUKA- (CS)                     |                                       |                                       |
| 全STAGE Hi-Speed×5 オプションをつけて クリア しろ!!                             | HARD                                  | Jugar un set con la opción Hi-Speed por 5x activada todo el tiempo.                                                         | CLASSIC 11 想い出をありがとう (AC) JAPANESE REGGAE 晴香-HARUKA- (CS)                     |                                       |                                       |
| RANDOM オプションをつけて 1 STAGE クリア しろ!!                                 | EASY                                  | Completar al menos una canción usando la opción de Random.                                                                  | OUENKA 燃やせ！青春～ポップン学園応援歌～ DISCO FEVER DA DA DA DANCING!!                 |                                       |                                       |
| 全STAGE SUDDEN オプションをつけて クリア しろ!!                                 | HARD                                  | Jugar un set con la opción Sudden activada todo el tiempo.                                                                  | OUENKA 燃やせ！青春～ポップン学園応援歌～ DISCO FEVER DA DA DA DANCING!!                 |                                       |                                       |
| 第３話: アイドルフィーバー！ ポップン14                                         |                                       | |                                                                                          |                                       |                                       |
| CHALLENGE の 1 STAGE で ノルマ を 2つ 達成しろ!!                                | EASY                                  | Completar una canción usando dos ojamas en Challenge mode.                                                                  | CHIBIKKO IDOL オトメルンバ♪                                                              |                                       |                                       |
| CHALLENGE で 1 STAGE 合計10以上の ノルマ を 達成しろ!!                          | HARD                                  | Completar una canción consiguiendo más de 10 CP's en Challenge mode.                                                        | CHIBIKKO IDOL オトメルンバ♪                                                              |                                       |                                       |
| CHALLENGE で MAX COMBO 100以上 の ノルマ を達成しろ!!                           | EASY                                  | Jugar en Challenge mode usando la norma Max Combo 100 en una canción.                                                       | ELECTRO POP FAKE                                                                         |                                       |                                       |
| CHALLENGE で 1STAGE 合計14以上の ノルマ を 達成しろ!!                           | HARD                                  | Completar una canción consiguiendo más de 14 CP's en Challenge mode.                                                        | ELECTRO POP FAKE                                                                         |                                       |                                       |
| CHALLENGE で ランダム選曲 し、1STAGE で ノルマ を 2つ 達成しろ!!                | EASY                                  | Superar 2 ojamas utilizando la categoría random por lo menos en una canción.                                                | YURU POP あつまれ! ビーくんソング                                                        |                                       |                                       |
| CHALLENGE で TOTAL POINT 90以上 を 達成しろ!!                                   | HARD                                  | Superar los 90 CP's en Challenge mode.                                                                                      | YURU POP あつまれ! ビーくんソング                                                        |                                       |                                       |
| CHALLENGE の 全STAGE で ノルマ を 2つ 達成しろ!!                                | EASY                                  | Superar 2 Normas u Ojamas por cada stage en todo el set.                                                                    | VS. SOUND 異能対決! VS. 淀ジョル                                                         |                                       |                                       |
| CHALLENGE で TOTAL POINT 100以上 を 達成しろ!!                                  | HARD                                  | Superar los 100 CP's en Challenge mode.                                                                                     | VS. SOUND 異能対決! VS. 淀ジョル                                                         |                                       |                                       |
| 第４話: 世界でフィーバー！ ポップン14                                           |                                       | |                                                                                          |                                       |                                       |
| NO BAD で クリア しろ!!                                                         | EASY                                  | Completar al menos una canción sin ningún desacierto.                                                                       | FRENCH MERCHEN トルバドゥールの回想 (AC) CARNIVAL Sunshine Dance (Latino YOKAN-Mix) (CS) |                                       |                                       |
| PERFECT を 達成 しろ!!                                                          | HARD                                  | Superar una canción con solo Great's, sin Good's ni Bad's.                                                                  | FRENCH MERCHEN トルバドゥールの回想 (AC) CARNIVAL Sunshine Dance (Latino YOKAN-Mix) (CS) |                                       |                                       |
| HIDDEN オプションをつけて 1STAGE クリア しろ!!                                  | EASY                                  | Superar por lo menos una canción usando la opción Hidden.                                                                   | TAIKYOKUKEN 個胃X光                                                                      |                                       |                                       |
| HID+SUD オプションをつけて 1STAGE クリア しろ!!                                 | HARD                                  | Superar por lo menos una canción usando la opción Hid+Sud.                                                                  | TAIKYOKUKEN 個胃X光                                                                      |                                       |                                       |
| BEAT-POP オプションをつけて 1STAGE クリア しろ!!                                | EASY                                  | Superar por lo menos una canción usando la opción Beat-Pop.                                                                 | CONTEMPORARY NATION 2 サヨナラ＊ヘヴン (AC) SANCTITY Blessing (CS)                       |                                       |                                       |
| BEAT-POP と S-RANDOMオプションをつけて 1STAGE クリア しろ!!                     | HARD                                  | Superar por lo menos una canción usando la opción Beat-Pop y S-Random.                                                      | CONTEMPORARY NATION 2 サヨナラ＊ヘヴン (AC) SANCTITY Blessing (CS)                       |                                       |                                       |
| Hi-Speed と S-RANDOM オプションをつけて 1STAGE クリア しろ!!                    | EASY                                  | Completar por lo menos una canción usando la opción Hi-Speed y S-Random.                                                    | BULGARIAN RHYTHM Deep Magenta BATTLE DANCE シャムシールの舞                              |                                       |                                       |
| SUDDEN と S-RANDOM オプションをつけて 1STAGE クリア しろ!!                      | HARD                                  | Completar por lo menos una canción usando la opción Sudden y S-Random.                                                      | BULGARIAN RHYTHM Deep Magenta BATTLE DANCE シャムシールの舞                              |                                       |                                       |
| 第５話: 宇宙でフィーバー！ ポップン14                                           |                                       | |                                                                                          |                                       |                                       |
| 対戦 の ☜いまのレベル で 1 STAGE で 60,000点 以上をとれ!!                       | EASY                                  | Hacer más de 60,000 puntos en un stage jugando en Net対戦 mode.                                                             | GRADIUS II A SHOOTING STAR                                                               |                                       |                                       |
| 対戦で アイテム を ５個以上 集めろ!!                                            | HARD                                  | Ganar cinco o más ítems en Net対戦 mode.                                                                                    | GRADIUS II A SHOOTING STAR                                                               |                                       |                                       |
| 対戦の ☜いまのレベル で 総合２位 以上をとれ!!                                   | EASY                                  | Jugar en Net対戦 mode quedando en los dos primeros puestos.                                                                 | BROKEN BANG BEATS BIG-BANG STARS                                                         |                                       |                                       |
| 対戦の ☜いまのレベル で ガチバトル で 総合１位 をとれ!!                         | HARD                                  | Jugar Net対戦 mode quedando en primer puesto.                                                                               | BROKEN BANG BEATS BIG-BANG STARS                                                         |                                       |                                       |
| 対戦の ☜いまのレベル で 総合１位 をとれ!!                                       | EASY                                  | Jugar Net対戦 mode quedando en primer puesto.                                                                               | POP DESCO popdod                                                                         |                                       |                                       |
| 対戦の☜いまのレベルで Hi-Speed × 2 以下で 総合１位 をとれ!!                     | HARD                                  | Jugar y quedar primero en Net対戦 mode con la opción de velocidad no superior a 2x.                                         | POP DESCO popdod                                                                         |                                       |                                       |
| 対戦の ☜いまのレベル で ガチバトル で １勝 しろ!!                               | EASY                                  | Ganar un set sin fallos ni desaciertos.                                                                                     | PSYCHEDELIC TRANCE Psyche Planet-V                                                       |                                       |                                       |
| 対戦の ☜いまのレベル で 全てのオジャマなしで オジャマバトルで 総合１位 をとれ!! | HARD                                  | Jugar una partida en Net対戦 sin el uso de ojamas contra otros jugadores.                                                   | PSYCHEDELIC TRANCE Psyche Planet-V                                                       |                                       |                                       |
| 第６話: ボスボスフィーバー！ ポップン14                                         |                                       | |                                                                                          |                                       |                                       |
| CHALLENGE で MAX COMBO 150以上 の ノルマ を達成しろ!!                           | EASY                                  | Jugar en Challenge mode con la norma Max Combo 150 activada.                                                                | CYBER FLAMENCO hora de verdad                                                            |                                       |                                       |
| 超CHALLENGE で 1STAGE 合計12以上 の ノルマ を達成しろ!!                         | HARD                                  | Conseguir 12 CP's o más en una canción en 超Challenge mode.                                                                 | CYBER FLAMENCO hora de verdad                                                            |                                       |                                       |
| CHALLENGE で BAD 20以下 の ノルマ を達成しろ!!                                  | EASY                                  | Completar al menos un stage con la norma Bad 20 activada en Challenge mode.                                                 | KENKA DRUMS BBLLAASSTT!!                                                                 |                                       |                                       |
| 超CHALLENGE で ノルマ２つを ずっとON で 1STAGE を クリアしろ!!                  | HARD                                  | Completar al menos una canción utilizando en 超Challenge mode con el ずっと OFF activado en una ojama.                      | KENKA DRUMS BBLLAASSTT!!                                                                 |                                       |                                       |
| CHALLENGE で 80,000点以上 の ノルマ を達成しろ!!                                | EASY                                  | Conseguir más de 80,000 puntos en un set jugando en modo Challenge.                                                         | ENZETSU 猿の経                                                                           |                                       |                                       |
| 超CHALLENGE の 1STAGE で COOLorBAD の ノルマ を達成しろ!!                       | HARD                                  | Completar al menos un stage con el ojama Cool or Bad activada en 超Challenge mode.                                          | ENZETSU 猿の経                                                                           |                                       |                                       |
| CHALLENGE で 1STAGE 合計７以上の ノルマを達成しろ!!                             | EASY                                  | Conseguir 7 CP's o más en una canción en Challenge mode.                                                                    | PROGRESSIVE BAROQUE Übertreffen                                                          |                                       |                                       |
| 超CHALLENGE で TOTAL POINT 105 以上 を達成しろ!!                                | HARD                                  | Conseguir 105 CP's o más en una canción en 超Challenge mode.                                                                | PROGRESSIVE BAROQUE Übertreffen                                                          |                                       |                                       |
| 最終話: 地獄でフィーバー！ ポップン14                                           |                                       | |                                                                                          |                                       |                                       |
| CHALLENGE で TOTAL POINT 60以上 を達成しろ!!                                    | EASY                                  | Conseguir 60 CP's o más en una canción en modo Challenge.                                                                   | FUNK FEVER World Spider Web (CS)                                                         |                                       |                                       |
| CHALLENGE で EXTRA STAGE を だせ!!                                              | HARD                                  | Conseguir suficientes Challenge points para pasar al Extra Stage.                                                           | FUNK FEVER World Spider Web (CS)                                                         |                                       |                                       |
| 対戦の ☜いまのレベル で ガチバトル で 総合１位 をとれ!!                         | EASY                                  | Jugar una partida en 超Challenge mode y quedar en primer puesto.                                                            | COSMO POP 魔法のたまご (CS)                                                              |                                       |                                       |
| 超CHALLENGE の 全STAGE で COOLorBAD の ノルマ を達成しろ!!                      | HARD                                  | Completar un set con el ojama Cool or Bad activada en 超Challenge mode.                                                     | COSMO POP 魔法のたまご (CS)                                                              |                                       |                                       |
| EXPERTコース を クリア しろ!!                                                   | EASY                                  | Completar cualquier Course al 100% en Expert mode.                                                                          | KID's DE フィーバーコース (Nuevo Course)                                                 |                                       |                                       |
| EXPERTコース を 全STAGE NO BAD で クリアしろ!!                                  | HARD                                  | Completar al máximo todo un course sin ningún solo Bad.                                                                     | KID's DE フィーバーコース (Nuevo Course)                                                 |                                       |                                       |
| EXPERTコース を TOTAL SCORE 240,000 点以上で クリアしろ!!!                      | EASY                                  | Completar un Course con un total de 240,000 puntos o más en Expert mode.                                                    | HELL14 (Nuevo Course)                                                                    |                                       |                                       |
| EXPERTコース を Hi-Speedなしで TOTAL SCORE 280,000点 以上で クリアしろ!!        | HARD                                  | Completar un Course con un total de 280,000 puntos o más en Expert mode sin usar en ninguna canción la opción de velocidad. | HELL14 (Nuevo Course)                                                                    |                                       |                                       |

## Canciones nuevas
La siguiente tabla muestra las nuevas canciones introducidas en el juego:
- Para ver la lista completa de canciones disponibles en el juego, véase: Anexo:Canciones de pop'n music 14 FEVER!.

| Nombre                                                    | Género                   | Artista                            | Personaje                | Disponible en Arcade | Disponible en PlayStation 2 |
| Anime&TV                                                  | Anime&TV                 | Anime&TV                           | Anime&TV                 | Anime&TV             | Anime&TV                    |
| --------------------------------------------------------- | ------------------------ | ---------------------------------- | ------------------------ | -------------------- | --------------------------- |
| ポンポコリン                                              | おどるポンポコリン       | ♪♪♪♪♪                              | Nyami                    | Sí                   | Sí                          |
| スーパーマリオブラザーズBGMメドレー                       | SUPER MARIO BROTHERS BGM | ♪♪♪♪♪                              | Mimi                     | Sí                   | No                          |
| 魅せられて ～エーゲ海のテーマ                             | AEGEAN                   | MAKI                               | Honey                    | Sí                   | Sí                          |
| Romanticがとまらない                                      | ROMANTIC                 | ネオロマンティックス               | MIMI!?                   | No                   | Sí                          |
| BREAK THROUGH THE DREAM                                   | グレンラガン             | Tatsh feat.シモン＆カミナ          | Mimi and Nyami           | No                   | Sí                          |
| ゆずれない願い                                            | マジックナイト           | 田村直美                           | Nyami                    | No                   | Sí                          |
| INSCRUTABLE BATTLE                                        | リフォーム               | ♪♪♪♪♪                              | YANARY                   | No                   | Sí                          |
| Konami Originals                                          |                          |                                    |                          |                      |                             |
| flutter                                                   | SPACE WALTZ              | 裕紀子＋V.C.O.                     | P-14                     | Sí                   | Sí                          |
| 愛と誠                                                    | ALIPRO                   | ALI PROJECT                        | AIKO                     | Sí                   | Sí                          |
| いつか王子さまがぁ！                                      | TOKIMEKI BOSSA           | グルーヴあんちゃんとヨコリィー     | CREAMY                   | Sí                   | Sí                          |
| PARTY A GO GO☆                                            | PARTY ROCK               | サドルシューズ                     | SADDLE SHOES             | Sí                   | Sí                          |
| ヴォイス                                                  | HEAVEN                   | ふじのマナミとナヤ～ンたち         | photon                   | Sí                   | Sí                          |
| マッシュな部屋                                            | CABARET                  | 亜熱帯マジ-SKA爆弾feat.MAKI        | Ms.Mush                  | Sí                   | Sí                          |
| NIGHT FEVER                                               | RAY JAZZ                 | 桜井 零士                          | NARUHIKO                 | Sí                   | Sí                          |
| Fragments                                                 | LONELY FEEL              | 秋桜                               | SHOKO                    | Sí                   | Sí                          |
| 電気ダンス                                                | ELE DISCO                | フレディ波多江                     | TSUKUBA                  | Sí                   | Sí                          |
| High School Love                                          | HIGH SPEED LOVE SONG     | DJ YOSHITAKA feat.DWP              | SYO                      | Sí                   | Sí                          |
| Let's go out!                                             | TRI▼EURO                 | ウッチーズ♥Noria                   | RIN & DAIKI & Hurry      | Sí                   | Sí                          |
| BABY P                                                    | PANIC POP                | Plus-Tech Squeeze Box              | Betty                    | Sí                   | Sí                          |
| CODENAME:APRIL                                            | MONDO ROCK               | TOMOSUKE                           | APRIL                    | Sí                   | Sí                          |
| 惚れたぜ Harajuku                                         | J-RAP 80's               | アルファ&スチャダラパー            | あっくん                 | Sí                   | Sí                          |
| 旅立ちの唄                                                | GIRLS PUNK STYLE         | Tatsh feat.Junko Hirata            | Bis子                    | Sí                   | Sí                          |
| Break on Through                                          | SONIC BOOM               | REUNION                            | Sora                     | Sí                   | Sí                          |
| おもちゃばこのロンド                                      | RONDO                    | Dormir                             | Charlotte                | Sí                   | Sí                          |
| Gradation                                                 | TRIBAL POP               | The Natural Mahoganies             | BROWN                    | Sí                   | Sí                          |
| セレクトショップに横たわるネコ                            | PUPPET ENSEMBLE          | little lounge * little twinkle     | BREMENS                  | Sí                   | Sí                          |
| レトロスペクト路                                          | DES-ROCK                 | Des-ROW・組 スペシアルZ            | D                        | Sí                   | Sí                          |
| full-consciousness green                                  | TRANCERANCE              | D-crew                             | FU-CHAN                  | Sí                   | Sí                          |
| CS Original Songs                                         |                          |                                    |                          |                      |                             |
| forest song                                               | NATURE                   | MIKI-CHANG + WORLD SEQUENCE        | AKATSUKI                 | No                   | Sí                          |
| 走れ！ スクーター！                                       | 50cc POP                 | レトロ本舗                         | Ai*chan                  | No                   | Sí                          |
| 流転と回天                                                | INNOCENT 3               | WATER STAND                        | MUTSUKI                  | No                   | Sí                          |
| アミュレット                                              | WISH                     | パーキッツ                         | Poet                     | No                   | Sí                          |
| 遠く                                                      | HONKY TONK               | MAKI                               | Hanako                   | No                   | Sí                          |
| LOVE ② くらっち                                           | ULTRA LOVELIN' EURO      | Noria                              | Kirarin                  | No                   | Sí                          |
| Secret song                                               |                          |                                    |                          |                      |                             |
| シャムシールの舞                                          | BATTLE DANCE             | ゼクトバッハ                       | Shamshir                 | Sí                   | Sí                          |
| Episode 1 - Gather Fever! pop'n 14                        |                          |                                    |                          |                      |                             |
| フィーバー戦士ポップン14のテーマ                          | FEVER HERO               | トジーン                           | フィーバー戦士ポップン14 | Sí                   | Sí                          |
| Dance the night away                                      | DISCO A GOGO             | KAZ SENOO feat. MANNY MENDEZ       | BAMBOO                   | Sí                   | Sí                          |
| Aithon                                                    | NEO CLASSICAL HEAVYMETAL | Kozo Nakamura                      | Knight                   | Sí                   | Sí                          |
| わたしのフォーティーン (フィーバー戦士ポップン14EDテーマ) | FEVER HERO ED            | 新谷さなえ                         | フィーバー戦士ポップン14 | Sí                   | Sí                          |
| Episode 2 - Fever in School! pop'n 14                     |                          |                                    |                          |                      |                             |
| ちょっと                                                  | BITTERSWEET POP          | vivi (from iyiyim)                 | Anzu                     | Sí                   | Sí                          |
| DOLLAR DOLLAR                                             | HOKEN RAP                | NICK BOYS                          | NICKEY                   | Sí                   | Sí                          |
| 晴香-HARUKA                                               | JAPANESE REGGAE          | DJ Yoshitaka feat.星野奏子         | Little Raisin            | No                   | Sí                          |
| 燃やせ！青春～ポップン学園応援歌～                        | OUENKA                   | Wパンチ＋3M                        | パンチ先輩               | Sí                   | Sí                          |
| Episode 3 - Idol Fever! pop'n 14                          |                          |                                    |                          |                      |                             |
| オトメルンバ♪                                             | CHIBIKKO IDOL            | るるる SYSTEM                      | Minit's                  | Sí                   | Sí                          |
| FAKE                                                      | ELECTRO POP              | N.A.R.D.                           | MIKU                     | Sí                   | Sí                          |
| あつまれ！ビーくんソング                                  | YURU POP                 | B-crews                            | B-kun                    | Sí                   | Sí                          |
| 異能対決! VS.淀ジョル                                     | VS. SOUND                | 黒ムル feat.淀川ジョルカエフ       | 鴨川研究員               | Sí                   | Sí                          |
| Episode 4 - Fever in the World! pop'n 14                  |                          |                                    |                          |                      |                             |
| Sunshine Dance (Latino YOKAN-Mix)                         | CARNIVAL                 | Togo Project feat.Megu & Scotty D. | TROPPIE                  | No                   | Sí                          |
| 個胃X光                                                   | TAIKYOKUKEN              | 絹 老人                            | Wang-Tang                | Sí                   | Sí                          |
| Blessing                                                  | SANCTITY                 | Q-Mex                              | PePe                     | No                   | Sí                          |
| Deep Magenta                                              | BULGARIAN RHYTHM         | Naya~n                             | Nikolaschka              | Sí                   | Sí                          |
| Episode 5 - Fever in Space! pop'n 14                      |                          |                                    |                          |                      |                             |
| A SHOOTING STAR                                           | GRADIUS II               | 古川もとあき                       | VIC VIPER                | Sí                   | Sí                          |
| BIG-BANG STARS                                            | BROKEN-BANG BEAT         | co-ping                            | COSINE                   | Sí                   | Sí                          |
| popdod                                                    | POP DESCO                | AKIRA YAMAOKA                      | Hipopo&Tamayo            | Sí                   | Sí                          |
| Psyche Planet-V                                           | PSYCHEDELIC TRANCE       | Sota Fujimori                      | echidna                  | Sí                   | Sí                          |
| Episode 6 - Boss Fever! pop'n 14                          |                          |                                    |                          |                      |                             |
| hora de verdad                                            | CYBER FLAMENCO           | Vandalusia改                       | UNO                      | Sí                   | Sí                          |
| BBLLAASSTT!!                                              | KENKA DRUMS              | FIVE STICKS                        | DOOOOOM                  | Sí                   | Sí                          |
| 猿の経                                                    | ENZETSU                  | あさき                             | Goku-Sotsu-Kun           | Sí                   | Sí                          |
| Übertreffen                                               | PROGRESSIVE BAROQUE      | TAKA respect for J.S.B.            | wilhelm                  | Sí                   | Sí                          |
| Last Episode - Fever in Hell! Pop'n 14                    |                          |                                    |                          |                      |                             |
| ☜World Spider Web                                         | FUNK FEVER               | (Wly) & The hampatensions          | Bob the Spider           | No                   | Sí                          |
| 魔法のたまご                                              | COSMO POP                | Dormir                             | ROCO                     | No                   | Sí                          |
| Fever Robo Completion                                     |                          |                                    |                          |                      |                             |
| 踊るフィーバーロボ                                        | FEVER ROBO               | ダニエル＆eimy と よしくん         | FEVER ROBO               | Sí                   | Sí                          |
| pop'n music 14 FEVER!                                     |                          |                                    |                          |                      |                             |
| DA DA DA DANCING!!                                        | DISCO FEVER              | TOMO-crew                          | Nyami                    | Sí                   | Sí                          |